# Sanna Kyllönen
Sanna Kyllönen, född Hernesniemi, den 9 mars 1971 i Gamlakarleby, är en före detta finländsk friidrottare (sprinter) som specialiserade sig på 100 meter och 200 meter. Vid världsmästerskapen i friidrott (inomhus) i Toronto, Kanada, 1993 kom hon på en fjärde plats på 200 meter. Vid friidrotts-EM 1994 kom hon 6:a och 7:a på sina specialdistanser.  